# Dynasty Electric Vehicles

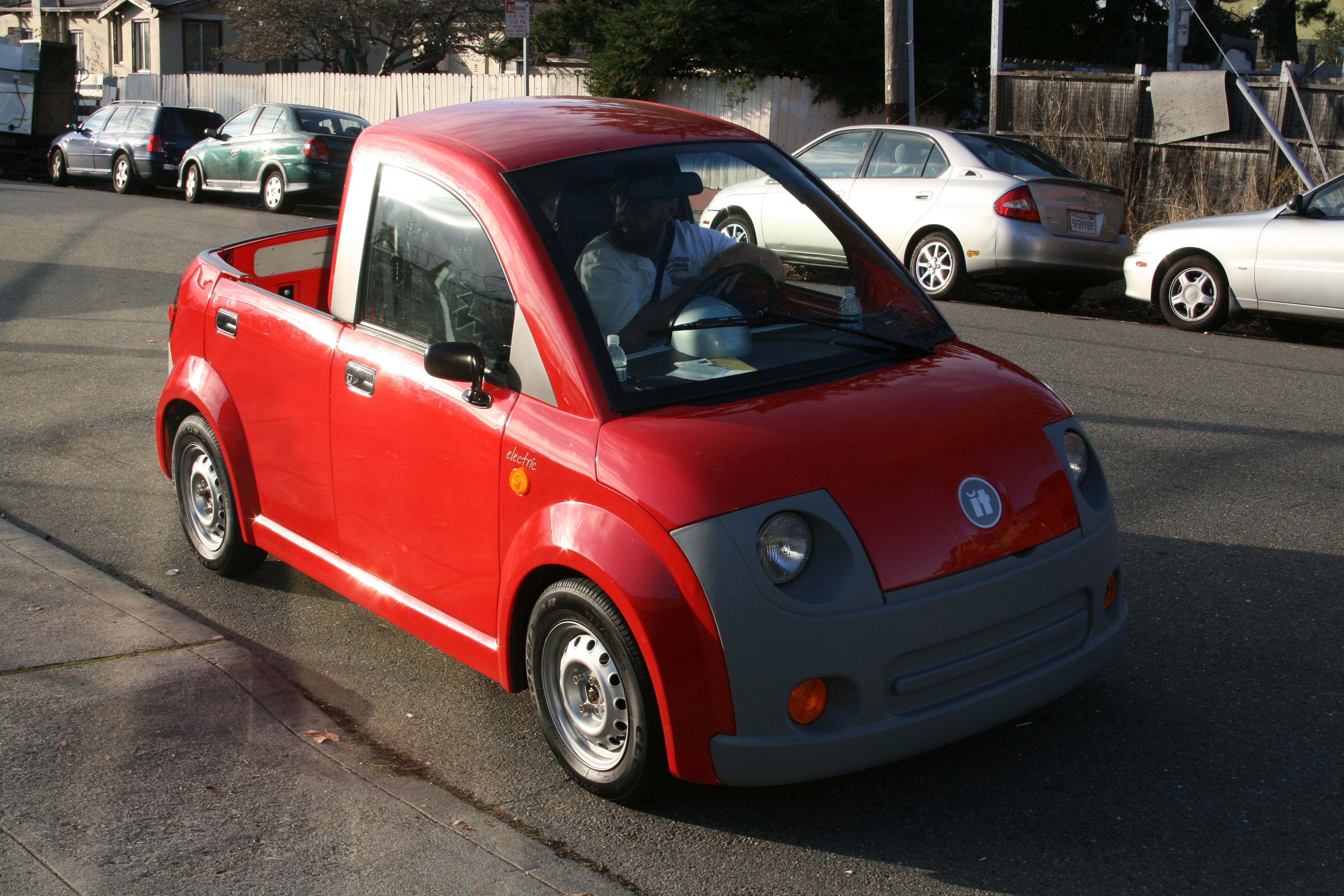
Dynasty IT Pickup

Dynasty Electric Vehicles – dawny kanadyjski producent elektrycznych samochodów z siedzibą w Delta działający w latach 1998–2008.

## Historia
W 1998 roku w kanadyjskim mieście Kelowa w stanie Kolumbia Brytyjska założone zostało przedsiębiorstwo Dynasty Electric Vehicles, za cel rozwijając rozwój niewielkich samochodów elektrycznych. W 2001 roku przedstawiono autorski projekt niewielkiego samochodu w postaci hatchbacka lub pickupa Dynasty IT, który z powodu swoich niewielkich osiągów został zakwalifikowany w Stanach Zjednoczonych i Kanadzie jako samochód elektryczny niskich prędkości, tzw. neighborhood electric vehicle. W 2006 roku Dynasty znalazło się w kłopotach finansowych z powodu braku zgromadzenia koniecznych 10 milionów dolarów kanadyjskich na dalszą produkcję swojego pojazdu.
W 2007 roku Dynasty było zmuszone do zakończenia produkcji linii modelowej IT z powodu zmiany przepisów regulujących zasady poruszania się przez elektryczne pojazdy niskich prędkości, do których firma nie była w stanie się dostosować. Przedsiębiorstwo zostało w ten sposób zlikwidowane, a prawa do produkcji Dynasty IT wraz z komponentami z fabryki kupiło pakistańskie przedsiębiorstwo Karakoram Motors, nie doprowadzając jednak do planowanego na 2018 rok wznowienia produkcji.

## Modele samochodów

### Historyczne
- IT (2001–2007)